# Xã North Bloomfield, Quận Morrow, Ohio
Xã North Bloomfield (tiếng Anh: North Bloomfield Township) là một xã thuộc quận Morrow, tiểu bang Ohio, Hoa Kỳ. Năm 2010, dân số của xã này là 1.863 người.